# Feliciano Strepponi
Feliciano Cristoforo Bartolomeo Strepponi (26. října 1793 Lodi – 13. ledna 1832 Terst) byl italský dirigent a hudební skladatel.

## Život
Streponi se narodil v Lombardii, v městečku Lodi, rodičům Marii a Giuseppe Strepponiovým. Starší zdroje uvádějí jako rok narození 1797. Historik Maria Moretti v roce 2006 toto datum upřesnil na 26. října 1793. Následující den byl pokřtěn a obdržel jméno Feliciano Cristoforo Bartolomeo. Streponiho rodina byla vzdělaná, liberálního smýšlení a podporovala Napoleona. Velice se také zajímala o hudbu a několik jejích členů navštěvovalo milánskou konzervatoř. Felicianův starší bratr Francesco se stal sbormistrem v chrámu Tempio Civico della Beata Vergine Incoronata v Lodi. Jeho sestra Giovanna byla učitelkou.
Strepponi měl mimořádný hudební talent. V roce 1812 dirigoval Te Deum v katedrále v Lodi při oslavě návratu Napoleona. 3. listopadu 1814 se oženil za varhaního doprovodu, který zkomponoval jeho bratr Francesco s Rosou Cornalbovou, dcerou místního obchodníka. 8. září 1815 se jim narodila dcera, která obdržela jméno Clelia Maria Josepha, ale proslavila se pod jménem Giuseppina Strepponi jako zpěvačka a životní družka Giuseppe Verdiho. Kromě Giuseppiny měli ještě pět dětí.
V roce 1820 ukončil studia na milánské konzervatoři a obdržel zvláštní cenu za kompozici. Téhož roku měla v Lodi premiéru i jeho první opera Amore e fedeltà alla prova. Na doporučení svého učitele Vincenza Federiciho (1724–1826) byl jmenován kapelníkem v katedrále v Monze. Následujících několik let cestoval mezi Lodi, Monzou, Milánem a Turínem, zatímco jeho žena s dětmi zůstávala v Lodi. Na scénu uvedl další tři opery, z nichž ke dvěma napsal libreto Felice Romani, se kterým ho pojilo přátelství. Oba byli členy revolučního spolku Karbonárů, který hrál vedoucí roli proti rakouské nadvládě v severní Itálii.
V roce 1828 byl propuštěn ze svého místa v katedrále v Monze. Částečně pro častou absenci a hlavně pro podezření z revolučních tendencí. Dostal však nabídku z Teatro Grande v Terstu, aby působil jako asistent hlavního dirigenta Giuseppe Farinelliho a zkomponoval dvě nové opery. Do Terstu se přestěhovala celá rodina. Strepponi měl pověst vynikajícího dirigenta a přitáhl do Terstu výborné pěvce jako např. Giuditu Grisi a Carolinu Ungher.
Úspěch opery Gli Illinesi z roku 1829 mu přinesl objednávku z milánské La Scaly. Opera L' Ullà di Bassora měla premiéru v září téhož roku a dosáhla patnácti představení. Po krátké, ale úspěšné kariéře operního impresária se vrátil do Terstu.
Poslední léta jeho života byla poznamenána nemocí a ztrátou majetku v neuvážených investicích. Zemřel na encefalitidu 13. ledna 1832, ve věku 38 let. Je pohřben v Lodi v kostele sv. Marie Magdalény (Chiesa di Santa Maria Maddalena). Bratr Francesco dirigoval Requiem, které Feliciano Strepponi složil během svého pobytu v Monze.

## Dílo
Strepponi zkompoval velký počet skladeb pro církevní účely, zejména v době, kdy byl kapelníkem v katedrále v Monze. Nejvíce je však znám pro své opery.
Opery
- Amore e fedeltà alla prova, farsa giocosa (libreto Giuseppe Foppa, Teatro Sociale, Lodi, 1820)
- L'ammogliato nubile,dramma giocoso (libreto Vittorio Pezzi, Teatro d'Angennes, Turín, 1822)
- Chi fa così fa bene, melodramma giocoso (libreto Felice Romani, Teatro Re, Milán, 1823)
- Francesca da Rimini, dramma per musica (libreto Felice Romani, Teatro Eretenio, Vicenza)
- Gli Illinesi, melodramma serio (libreto Felice Romani, Teatro Grande, Terst, 1829)
- Amore e mistero, melodramma comico (libreto Gaetano Rossi, Teatro Carignano, Turín, 1830)
- L' Ullà di Bassora, melodramma comico (libreto Felice Romani, La Scala, Milán, 1831)